# Neolitsea gilva
Neolitsea gilva är en lagerväxtart som beskrevs av Gen-Iti Koidzumi. Neolitsea gilva ingår i släktet Neolitsea och familjen lagerväxter. Inga underarter finns listade i Catalogue of Life.